# 36e regering van Israël
De zesendertigste regering van Israël was de regering van Naftali Bennett (Yamina) en Yair Lapid (Yesh Atid), die op 13 juni 2021 in de Knesset werd beëdigd. De op die dag gekozen voorzitter van de Knesset Mickey Levi nam de eed af. De regering bestond in totaal uit acht partijen: Yesh Atid (17 zetels), Blauw en Wit (8), Nieuw Rechts (7), Israel Ons Thuis (7), Nieuwe Hoop (6), de Arbeidspartij (7), Meretz (6) en Ra'am (4). Het was de eerste keer dat een Arabische partij, namelijk Ra'am, deel uitmaakte van een Israëlische regering. Hoewel Yesh Atid meer zetels in de Knesset had dan Nieuw Rechts, hadden Yair Lapid en Naftali Bennett afgesproken dat Bennett de eerste twee jaar van deze regering het premierschap zou bekleden en dat hij na die twee jaar opgevolgd zou worden door Lapid. Hiervoor werd dezelfde wettelijke constructie gebruikt als bij het kabinet-Netanyahu V, waarbij Benjamin Netanyahu (Likoed) en Benny Gantz (Blauw en Wit) elkaar na twee jaar zouden afwisselen. Netanyahu vond dat Lapid de eerste twee jaar premier moest zijn, omdat Lapid het mandaat gekregen had om een regering te vormen, maar dit argument werd verworpen door de rechter.
Op 13 juni 2021 haalde de door Lapid voorgestelde 36e regering van Israël in de Knesset een meerderheid van 60 stemmen voor en 59 tegen. Daarmee werd Bennett premier van Israël.
De regering bestond met de premier meegerekend uit 28 ministers en vijf vice-ministers. Het was daarmee de op twee na grootste regering van Israël na de kabinetten Netanyahu-V (35 ministers) en Netanyahu-IV. Zeventien ministers vielen alleen onder de verantwoordelijkheid van Lapid (Yesh Atid), namelijk de ministers van Yesh Atid (7 ministers), Blauw en Wit (4), de Arbeidspartij (3) en Meretz (3). De benoeming en het ontslag van deze ministers waren zijn bevoegdheid. Elf ministers vielen onder Bennett (Nieuw Rechts). Dit zijn de ministers van Nieuw Rechts (4), Nieuwe Hoop (4) en Yisrael Beitenu (3).

## Ambtsbekleders
| Ambtsbekleder                                      | Ambtsbekleder        | Ambtsbekleder                                | Functie                                                       | Ambtstermijn | Ambtstermijn     | Partij                    |
| -------------------------------------------------- | -------------------- | -------------------------------------------- | ------------------------------------------------------------- | ------------ | ---------------- | ------------------------- |
|                                                    | Yair Lapid           | Yair Lapid יאיר לפיד (1963)                  | Premier                                                       | 1 juli 2022  | 29 december 2022 | Yesh Atid                 |
| Minister van Buitenlandse Zaken                    | Yair Lapid           | Yair Lapid יאיר לפיד (1963)                  | 13 juni 2021                                                  |              | 29 december 2022 | Yesh Atid                 |
| Vicepremier                                        | Yair Lapid           | Yair Lapid יאיר לפיד (1963)                  | 13 juni 2021                                                  | 1 juli 2022  |                  | Yesh Atid                 |
|                                                    | Naftali Bennett      | Naftali Bennett נפתלי בנט (1972)             | Premier                                                       | 13 juni 2021 | 1 juli 2022      | Nieuw Rechts              |
| Minister voor Maatschappelijke Zaken               | Naftali Bennett      | Naftali Bennett נפתלי בנט (1972)             | 8 november 2022                                               | 13 juni 2021 |                  | Nieuw Rechts              |
|                                                    | Benny Gantz          | Rav Aluf Benny Gantz בני גנץ (1959)          | Vicepremier                                                   | 17 mei 2020  | 29 december 2022 | Blauw en Wit              |
| Minister van Defensie                              | Benny Gantz          | Rav Aluf Benny Gantz בני גנץ (1959)          |                                                               | 17 mei 2020  | 29 december 2022 | Blauw en Wit              |
|                                                    | Gideon Sa'ar         | Gideon Sa'ar גִּדְעוֹן סַעַר (1966)                | Vicepremier                                                   | 13 juni 2021 | 29 december 2022 | Nieuwe Hoop               |
| Minister van Justitie                              | Gideon Sa'ar         | Gideon Sa'ar גִּדְעוֹן סַעַר (1966)                |                                                               | 13 juni 2021 | 29 december 2022 | Nieuwe Hoop               |
|                                                    | Ayelet Shaked        | Ayelet Shaked איילת שקד (1976)               | Minister van Binnenlandse Zaken                               | 13 juni 2021 | 29 december 2022 | Nieuw Rechts              |
|                                                    | Avigdor Lieberman    | Avigdor Lieberman אֲבִיגְדוֹר לִיבֶּרְמָן (1958)      | Minister van Financiën                                        | 13 juni 2021 | 29 december 2022 | Yisrael Beiteinu          |
|                                                    | Orna Barbivai        | Aluf Orna Barbivai אוֹרְנָה בַּרְבִּיבַאי (1962)      | Minister van Economie                                         | 13 juni 2021 | 29 december 2022 | Yesh Atid                 |
|                                                    | Nitzan Horowitz      | Nitzan Horowitz נִצָּן הוֹרוֹבִיץ (1965)           | Minister van Volksgezondheid                                  | 13 juni 2021 | 29 december 2022 | Meretz                    |
|                                                    | Meir Cohen           | Meir Cohen מאיר כהן (1955)                   | Minister van Arbeid en Sociale Zaken                          | 13 juni 2021 | 29 december 2022 | Yesh Atid                 |
|                                                    | Ifat Shasha-Biton    | Ifat Shasha -Biton יפעת שאשא-ביטון (1973)    | Minister van Onderwijs                                        | 13 juni 2021 | 29 december 2022 | Nieuwe Hoop               |
|                                                    | Merav Michaeli       | Merav Michaeli מרב מיכאלי (1966)             | Minister van Vervoer                                          | 13 juni 2021 | 29 december 2022 | Arbeidspartij             |
|                                                    | Oded Forer           | Oded Forer עוֹדֵד פוֹרֵר (1977)                  | Minister van Landbouw en Agrarische Ontwikkelingen            | 13 juni 2021 | 29 december 2022 | Yisrael Beiteinu          |
| Minister voor Ontwikkeling van de Negev en Galilea | Oded Forer           | Oded Forer עוֹדֵד פוֹרֵר (1977)                  |                                                               | 13 juni 2021 | 29 december 2022 | Yisrael Beiteinu          |
|                                                    | Ze'ev Elkin          | Ze'ev Elkin זאב אלקין (1971)                 | Minister van Huisvesting en Constructie                       | 13 juni 2021 | 29 december 2022 | Nieuwe Hoop               |
| Minister voor Jeruzalem- en Erfgoedzaken           | Ze'ev Elkin          | Ze'ev Elkin זאב אלקין (1971)                 |                                                               | 13 juni 2021 | 29 december 2022 | Nieuwe Hoop               |
|                                                    | Karine Elharrar      | Karine Elharrar קארין אלהרר (1977)           | Minister van Infrastructuur, Energie en Waterstaat            | 13 juni 2021 | 29 december 2022 | Yesh Atid                 |
|                                                    | Omer Bar-Lev         | Omer Bar-Lev עֹמֶר בַּר־לֵב (1953)                | Minister van Openbare Veiligheid                              | 13 juni 2021 | 29 december 2022 | Arbeidspartij             |
|                                                    | Elazar Stern         | Aluf Elazar Stern אֶלְעָזָר שְׁטֵרְן (1956)          | Minister van Inlichtingenzaken                                | 13 juni 2021 | 29 december 2022 | Yesh Atid                 |
|                                                    | Pnina Tamano-Shata   | Pnina Tamano-Shata פנינה תמנו-שטה (1981)     | Minister van Immigratie en Alia                               | 17 mei 2020  | 29 december 2022 | Blauw en Wit              |
|                                                    | Matan Kahana         | Matan Kahana מַתָּן כַּהֲנָא (1972)                 | Minister van Religieuze Zaken                                 | 13 juni 2021 | 29 december 2022 | Nieuw Rechts              |
|                                                    | Orit Farkash-Hacohen | Orit Farkash -Hacohen אורית פרקש-הכהן (1970) | Minister van Wetenschap en Technologie                        | 13 juni 2021 | 29 december 2022 | Blauw en Wit              |
|                                                    | Tamar Zandberg       | Tamar Zandberg תמי זנדברג (1976)             | Minister van Milieu                                           | 13 juni 2021 | 29 december 2022 | Meretz                    |
|                                                    | Yoaz Hendel          | Yoaz Hendel יועז הנדל (1975)                 | Minister van Communicatie                                     | 13 juni 2021 | 29 december 2022 | Nieuwe Hoop               |
|                                                    | Nachman Shai         | Nachman Shai נחמן שי (1946)                  | Minister van Diaspora Zaken                                   | 13 juni 2021 | 29 december 2022 | Arbeidspartij             |
|                                                    | Nitzan Horowitz      | Issawi Frej עִיסָאוּוִי פרֵיג׳ (1963)             | Minister van Regionale Samenwerking                           | 13 juni 2021 | 29 december 2022 | Meretz                    |
|                                                    | Yoel Razvozov        | Yoel Razvozov יוֹאֵל רַזְבוֹזוֹב (1980)            | Minister van Toerisme                                         | 13 juni 2021 | 29 december 2022 | Yesh Atid                 |
|                                                    | Hili Tropper         | Hili Tropper חילי טרופר (1978)               | Minister van Cultuur en Sport                                 | 17 mei 2020  | 29 december 2022 | Blauw en Wit              |
| Ministers zonder portefeuille                      |                      |                                              |                                                               |              |                  |                           |
| Ambtsbekleder                                      | Ambtsbekleder        | Ambtsbekleder                                | Portfolio (Ministerie)                                        | Ambtstermijn | Ambtstermijn     | Partij                    |
|                                                    | Hamad Amar           | Hamad Amar חמד עמאר (1964)                   | Financiële Zaken (Financiën)                                  | 13 juni 2021 | 29 december 2022 | Yisrael Beiteinu          |
|                                                    | Meirav Cohen         | Meirav Cohen מירב כהן (1983)                 | Sociale Gelijkheid en Seniorenzaken (Arbeid en Sociale Zaken) | 17 mei 2020  | 29 december 2022 | Blauw en Wit              |
|                                                    | Nir Orbach           | Nir Orbach נִיר אוּרְבָּךְ (1970)                  | Nederzettingszaken (Huisvesting en Constructie)               | 13 juni 2021 | 29 december 2022 | Nieuw Rechts              |
| Onderministers                                     |                      |                                              |                                                               |              |                  |                           |
| Ambtsbekleder                                      | Ambtsbekleder        | Ambtsbekleder                                | Portfolio (Ministerie)                                        | Ambtstermijn | Ambtstermijn     | Partij                    |
|                                                    | Mansour Abbas        | Mansour Abbas منصور عباس (1974)              | Arabische Zaken (Kabinet van de Premier)                      | 13 juni 2021 | 29 december 2022 | Verenigde Arabische Lijst |
|                                                    | Avir Kara            | Avir Kara אַבִּיר קָארָה (1983)                   | Economische Hervorming (Kabinet van de Premier)               | 13 juni 2021 | 29 december 2022 | Nieuw Rechts              |
|                                                    | Alon Schuster        | Alon Schuster אלון שוסטר (1957)              | Defensie Beleid (Defensie)                                    | 13 juni 2021 | 29 december 2022 | Blauw en Wit              |
|                                                    | Idan Roll            | Idan Roll עִידָן רוֹל (1984)                    | Buitenlands Beleid (Buitenlandse Zaken)                       | 13 juni 2021 | 29 december 2022 | Yesh Atid                 |
|                                                    | Yoav Segalovich      | Yoav Segalovich יוֹאָב סֶגָלוֹבִיץ (1959)          | Politie Beleid (Openbare Veiligheid)                          | 13 juni 2021 | 29 december 2022 | Yesh Atid                 |